# Hemiphylacus mahindae
Hemiphylacus mahindae är en sparrisväxtart som beskrevs av L.Hern. Hemiphylacus mahindae ingår i släktet Hemiphylacus och familjen sparrisväxter. Inga underarter finns listade i Catalogue of Life.